# Krabbenfoor
De Krabbenfoor (voorheen de Bourgondische Krabbenfoor) is een vierdaagse foor en jaarmarkt die jaarlijks in juli in Bergen op Zoom wordt gehouden.

## Geschiedenis
De Krabbenfoor is een jaarlijks terugkerend evenement in het centrum van Bergen op Zoom. De Krabbenfoor werd in de zomer van 1964 voor het eerst georganiseerd door ondernemersvereniging STERCK uit Bergen op Zoom en vindt traditiegetrouw jaarlijks plaats in het laatste volle weekend van juli. De start vindt altijd plaats op donderdag en sinds 2017 is ook de zondag toegevoegd aan het evenement. De Bergse ondernemers, maar ook marktkooplui uit onder andere Nederland, België en Duitsland zijn aanwezig in de Bergse binnenstad.  
De naam van het feest verwijst naar de carnavalsnaam van Bergen op Zoom, Krabbegat. De inwoners worden dan ook wel aangeduid met de term "Krabben". Oorspronkelijk heette het feest de Bourgondische Krabbenfoor en was het voornamelijk een culinair festival. Later, toen het feest meer de vorm van een jaarmarkt kreeg, werd de naam ingekort.
De Krabbenfoor is een belangrijk toeristisch evenement voor Bergen op Zoom, dat ieder jaar zo'n 75.000 bezoekers trekt

## Activiteiten
De Krabbenfoor wordt jaarlijks geopend met een beginfeest op de donderdagavond. In de drie daarop volgende dagen zijn er in de binnenstad diverse activiteiten.
- In de Potterstraat wordt een culinaire pasar malam gehouden.
- In de, aansluitende, Bosstraat wordt een culinaire mediterrane markt gehouden.
- De Steenbergsestraat krijgt een historisch karakter van 100 jaar geleden.[3]
- In de tuin achter de Gertrudiskerk, het Thaliaplein, is een kinderfestival met luchtkussens en een rommelmarkt.
- In de Steenbergsestraat, de Fortuinstraat en de Moeregrebstraat, rond de Grote Markt, wordt een braderie gehouden.
- Op de binnenplaats van het Markiezenhof verrijst een kunstmarkt.
- Op het Gouvernementsplein wordt een kermis voor kinderen gehouden.
- Er zijn vijf grote podia in de binnenstad waarop bands spelen, met op de Grote Markt en het  Beursplein de grotere podia.
- Op diverse plaatsen in de stad wordt straattheater opgevoerd.

Aansluitend op de Krabbenfoor werd op zondag enige jaren De Dag van de Markies gehouden. Hoewel dit officieel gezien geen onderdeel van De Krabbenfoor is, werden veel activiteiten deze dag wel voortgezet. Inmiddels is die extra dag weer afgeschaft. Zowel publiek als de deelnemers vonden drie intensieve dagen wel genoeg.